# Сражение у Ритфонтейна
Сражение у Ритфонтейна (англ. Battle of Rietfontein) — сражение, произошедшее 24 октября 1899 года северо-восточнее Ледисмита во время Второй англо-бурской войны. Войска британского генерала Джоржа Уайта сдержали бурские отряды и позволили отряду генерала Джеймса Юла достичь Ледисмита. 
После побед у Талана-Хилл и Эландслаагте, британская Натальская армия перед лицом превосходящих сил буров все же вынуждена была отступать к Ледисмиту. Командующему британскими силами генералу Уайту стал известен план бригадного генерала Джеймса Юла не использовать для отступления ненадежную железную дорогу, а двигаться обходным путем от Данди на Ледисмит. Уайт также знал, что бурские силы угрожают заблокировать линию отступления, поэтому решил дать бой.
Буры, которые угрожали отступлению британцев, были из самой западной из четырех бурских колонн, вторгшихся в Наталь. Это был контингент Оранжевого Свободного Государства под командованием Мартинуса Принслоо. 24 октября шесть его коммандо расположились на холмах к северо-западу от железной дороги в 7 милях северо-восточнее Ледисмита. Буры заняли позицию на полукруге холмов над железной дорогой, имея единственное артиллерийское орудие на западном конце линии. 
Во вторник 24 октября Уайт выступил из Ледисмита с тремя полками кавалерии, четырьмя пехотными полками, натальскими волонтерами и тремя артиллерийскими батареями — в целом около четырех тысяч человек — и привел их к ферме Ритфонтейн, где расположил частично на холмах, шедших параллельно железной дороге, напротив позиций противника, частично у подножия холмов вдоль ж/д. Последовал бессистемный, без четкой цели бой. С 8:00 до 15:00 обе стороны вели постоянную стрелковую и артиллерийскую дуэль. 
В середине дня генерал Уайт, установив гелиографическую связь с колонной генерала Юла, бывшей в долине реки Вашбанк, узнал, что ей больше не угрожает опасность попасть в ловушку, поэтому под прикрытием огня орудий отвел свою пехоту в Ледисмит. Буры не препятствовали отступлению, но британская кавалерия, бывшая на правом фланге, подверглась обстрелу. Англичане потеряли 12 человек убитыми и 104 ранеными. У буров было 9 убитых и 21 раненых.
Рано утром следующего дня отряд Юла, пройдя опасные Биггарсбергские перевалы, также достиг города. Вся британская Натальская армия снова сосредоточилась в Ледисмите.